# All of Me (John Legend)
All of Me è un singolo del cantante statunitense John Legend, pubblicato il 12 agosto 2013 come terzo estratto dal quarto album in studio Love in the Future.
Il singolo è uno dei brani più venduti della storia con circa 12,3 milioni di copie vendute.

## Descrizione
Il brano è stato coscritto con Toby Gad e coprodotto da Dave Tozer. Si tratta di una dedica alla moglie del cantante, la modella Chrissy Teigen.
Ha raggiunto la vetta della Billboard Hot 100 statunitense nel maggio 2014.

## Video musicale
Il video è stato girato sul lago di Como alcuni giorni prima del matrimonio di John Legend con Teigen. Alla fine del video vi sono proprio alcune immagini del loro matrimonio.

## Tracce
1. All of Me – 4:29

## Classifiche

### Classifiche settimanali
| Classifica (2013-14)      | Posizione massima |
| ------------------------- | ----------------- |
| Australia                 | 1                 |
| Austria                   | 4                 |
| Belgio (Fiandre)          | 3                 |
| Belgio (Vallonia)         | 11                |
| Canada                    | 1                 |
| Danimarca                 | 2                 |
| Finlandia                 | 5                 |
| Francia                   | 4                 |
| Germania                  | 13                |
| Irlanda                   | 1                 |
| Italia                    | 8                 |
| Lussemburgo               | 2                 |
| Norvegia                  | 3                 |
| Nuova Zelanda             | 2                 |
| Paesi Bassi               | 1                 |
| Regno Unito               | 2                 |
| Spagna                    | 2                 |
| Stati Uniti               | 1                 |
| Stati Uniti (R&B/hip hop) | 1                 |
| Svezia                    | 1                 |
| Svizzera                  | 1                 |

### Classifiche di fine anno
| Classifica (2014) | Posizione |
| ----------------- | --------- |
| Italia            | 11        |
| Classifica (2021) | Posizione |
| Portogallo        | 199       |